# Martin Rees
Martin John Rees, Baron Rees of Ludlow, OM, PRS (York, 23 juni 1942) is een Engels kosmoloog en astrofysicus. Hij was van 1995 tot 2025 Astronomer Royal en staat sinds 2004 aan het hoofd (master) van het Trinity College van de Universiteit van Cambridge. Rees werd op 1 december 2005 voorzitter (President) van de Royal Society (PRS).
Rees publiceerde meer dan 500 papers. Zo had hij een aanzienlijke bijdrage in het onderzoek naar het ontstaan van kosmische achtergrondstraling, de formatie van sterrenstelsels en quasars. Behalve wetenschappelijke publicaties schreef Rees verschillende boeken gericht op het begrijpelijk maken van astronomie aan ondeskundige lezers. Hij ontving daarvoor in 2004 de Michael Faraday Prize, die voor dit doel in het leven werd geroepen. Ook kreeg hij in 2011 de Templetonprijs toegekend. Verder ontving de Engelsman onder meer de Order of Merit (OM), de Bruce Medal, de Gouden medaille van de Royal Astronomical Society en de Balzan Prijs (1989). 
De in 1973 ontdekte planetoïde 4587 Rees werd naar hem vernoemd.